# Hammond Calumet Buccaneers
Los Hammond Calumet Buccaneers fueron un equipo de baloncesto que jugó una temporada en la National Basketball League (NBL), competición antecesora de la actual NBA, con sede en la ciudad de Hammond (Indiana). Fue fundado en 1948.

## NBL
El equipo entró en la NBL en la temporada 1948-49, la última de existencia de la liga, reemplazando a los Toledo Jeeps que desaparecieron al final de la campaña anterior. Ike Duffey, presidente de la NBL y propietario de los Anderson Duffey Packers, compró la franquicia y la trasladó a Hammond, haciéndose cargo de los contratos de los jugadores y de los derechos de draft. Walter H. Thornton, un empresario local que creó la corporación Calumet Fans, Inc. con la que recaudó fondos para la creación del equipo, ocupó el cargo de general mánager, mientras que Bob Carpenter trabajó como entrenador-jugador.
Los Buccaneers finalizaron la temporada en la tercera posición de la División Este con un balance de 21 victorias y 41 derrotas. En los playoffs cayeron eliminados en la primera ronda a manos de los Syracuse Nationals, perdiendo 80-69 en el Hammond Civic Center, y 72-66 en Syracuse. El equipo, como muchos otros de la NBL, tenía problemas económicos y desapareció al final de la temporada.

### Trayectoria
Nota: G: Partidos ganados P:Partidos perdidos 
| Temporada | Liga | G  | P  | %    | Posición | División      | Play-offs          |
| --------- | ---- | -- | -- | ---- | -------- | ------------- | ------------------ |
| 1948-49   | NBL  | 21 | 41 | .339 | 3º       | División Este | Pierde en 1ª Ronda |